# Munitieramp in Lagos
De munitieramp van Lagos vond plaats op 27 januari 2002 in het noordelijk deel van de Nigeriaanse havenstad Lagos. Bij de ramp kwamen circa 1100 mensen om het leven. Het is een van de dodelijkste explosies in munitiedepots in de geschiedenis. Een groot gedeelte van de slachtoffers verdronk, doordat ze door de druk van de explosie in een kanaal werden geworpen. Circa 5000 mensen raakten gewond en circa 12000 mensen dakloos.
Iets voor 18.00 uur vond de eerste ontploffing plaats, bij een kazerne. Hierop volgde een lange reeks explosies die de hele nacht aanhield. De inwoners van het gebied gingen in paniek de straat op. De explosies veroorzaakten vuurballen die de lucht in schoten. Zelfs op Murtala Muhammed International Airport, 10 kilometer verderop, sneuvelden de ruiten. In een verklaring van het leger werd als oorzaak van de explosies een incident in een munitiedepot op de legerbasis in Ikeja gegeven. Een politieman verklaarde dat de ontploffingen mogelijk zijn veroorzaakt door een bij het munitiedepot gelegen tankstation, waar zich de eerste klap zou hebben voorgedaan. Hierdoor zou brand zijn ontstaan bij de opslagplaats voor munitie. Vrij snel na de explosies riepen hoge militairen en topambtenaren op televisie de bevolking op om kalm te blijven.
In de periode na de ramp zijn in totaal 1350 onontplofte projectielen zoals granaten in Lagos teruggevonden.